# Miau!
Miau! é mais uma herança de imprensa do género humorístico, datada de 1916, propriedade da «empreza miau!». Insere-se no contexto da Exposição de “Os Fantasistas”, iniciativa levada a cabo por uma auto-denominada “sociedade de Belas Artes”, que teve início a 5 de Janeiro desse mesmo ano, no Palácio da Bolsa do Porto. Ora, o Miau! acaba por ser o ensaio em forma de jornal, que resulta desta iniciativa cultural Portuense, cuja direção e conjunto  de colaboradores é constituída maioritariamente por “fantasistas”: Guedes de Oliveira, Acácio Trigueiro (A.T, AGAT, Santelmo, Max), Leal da Câmara e Manuel Monterroso (principais impulsionadores); o “miar” de André Brun, Aquilino Ribeiro e Gomes Leal; as caricaturas de renomes portugueses e estrangeiros como Christiano de Carvalho, Armando  Basto, Steinlen, Louis Raemaekers, Balluriau e Guilbransou, Lucien Metivet, Paul Iribe, Poulbot, Luis Bagaria e a perícia artística de Gustavo Bordalo Pinheiro e Diogo de Macedo. Quanto ao interior de Miau!, nele reina o protesto, a contestação contra “os erros dos homens”.  Miau! assume-se como um grito assanhado  que deixa atrás de si um eco de insatisfação.